# Jason Priestley
Jason Bradford Priestley (* 28. srpen 1969, Vancouver, Kanada) je kanadský filmový herec, režisér a automobilový závodník, který je také držitelem amerického občanství.

## Počátky
Narodil se v kanadském Vancouveru do rodiny herečky Sharon Kirk. Studoval Argyle Secondary School ve Vancouveru. Pochází z dvojčat – sestra Justine Priestley je také herečkou, dále má sestry Karin a Kristi.

## Herecká kariéra
Před kamerou se objevil poprvé v roce 1986 a to konkrétně v televizním filmu Nobody´s Child. Poté byl obsazován především do seriálů. Životní roli obdržel v roce 1990, kdy vyhrál casting na roli Brandona Walshe v seriálu Beverly Hills 90210, kde působil následujících 8 sezon. Vidět jsme jej mohli i v dalších seriálech, jako Sister Kate, Kocour Raplík, Volání mrtvých, Love Monkey, Side Order of Life či Call me Fitz. Menší role si střihnul i v seriálech jako Krajní meze, Beze stopy či Jmenuju se Earl.
Spatřit jsme jej mohli i v několika celovečerních filmech. K těm nejznámějším či nejúspěšnějším patří filmy jako Chlapec, který uměl létat, Tombstone, Můj nápadník je vrah, Lev ze země OZ či Past na Rosomáka.
Sám si vyzkoušel i roli režiséra, a to především různých dílech seriálů Beverly Hills 90210 nebo Call me Fitz. Režíroval také televizní filmy jako Sbohem, zítřku nebo Druhá žena.

## Závodnická kariéra
Kromě hraní a režírování se Priestley věnuje automobilovému závodění. Sám byl pilotem různých stájí v závodním seriálu IndyCar, vyzkoušel si i Gumball 3000. V roce 2002 se při tréninku na závod Indy Pro Series vážně zranil, když v rychlosti kolem 288 km/h narazil se svým vozem do zdi. Po delším pobytu v nemocnici se z vážných zranění plně zotavil. Dnes je majitelem stáje FAZZT Race Team působící v Indy Pro Series.

## Ocenění
- 2011, Canadian Comedy Award za seriál Call me Fitz

Dvakrát byl Priestley nominován na Zlatý glóbus za roli Brandona Walshe v seriálu Beverly Hills 90210. Ani jednou však nebyl úspěšný.

## Osobní život
V roce 2005 si vzal za ženu maskérku Naomi Lowde, se kterou má dceru Avu Veronicu (* 2. červenec 2007) a syna Dashiella Orsona (* 9. červenec 2009). Je velkým fandou rockové kapely Barenaked Ladies. Od roku 2007 vlastní také americké občanství. Jeho sestra Justine se objevila ve dvou epizodách konkurenčního seriálu Melrose Place.

## Filmografie

### jako herec

#### Film
| Rok  | Název                            | Role               | Poznámky |
| ---- | -------------------------------- | ------------------ | -------- |
| 1986 | Chlapec, který uměl létat        | Gary               |          |
| 1988 | Pronásledovatelé                 | Chlapec na kole    |          |
| 1993 | Dívka z kalendáře                | Roy Darpinian      |          |
| 1993 | Tombstone                        | Billy Breckinridge |          |
| 1995 | Můj nápadník je vrah             | Cosmo Reif         |          |
| 1997 | Love and Death on Long Island    | Ronnie Bostock     |          |
| 1997 | Hacks                            | The Dude           |          |
| 1998 | Conversations in Limbo           |                    |          |
| 1998 | Tenká růžová čára                | Hunter Green       |          |
| 1999 | Choose Life                      | DJ                 |          |
| 1999 | Dill Scallion                    | Jo Joe Hicks       |          |
| 1999 | Standing on Fishes               | Jason              |          |
| 1999 | Maska smrti                      | Gary               |          |
| 2000 | Lev ze Země Oz                   | Lev (hlas)         |          |
| 2000 | Herschel Hopper: New York Rabbit | Xavier (hlas)      |          |
| 2000 | The Highwayman                   | Breakfast          |          |
| 2001 | Double Down                      | David              |          |
| 2001 | Čtvrtý anděl                     | Davidson           |          |
| 2002 | Darkness Falling                 | Michael Pacer      |          |
| 2002 | Past na rosomáka                 | Andrew             |          |
| 2002 | Vražedné ambice                  | JC Peck            |          |
| 2002 | Čas vlka                         | Mr. Nelson         |          |
| 2002 | Fancy Dancing                    | Asa Gemmil         |          |
| 2003 | Die, Mommie, Die!                | Tony Parker        |          |
| 2004 | Hokejová máma                    | Steve Cooper       |          |
| 2004 | Divoká jízda                     | Lenny Swackhammer  |          |
| 2006 | Pikantní salsa                   | Jude               |          |
| 2006 | Made in Brooklyn                 | D.J.               |          |
| 2009 | Poslední boj Ransoma Pridea      | John               |          |
| 2013 | Enter the Dangerous Mind         | Dr. Dubrow         |          |
| 2015 | Zoom                             | Dale               |          |

#### Televize
| Rok        | Název                                            | Role                               | Poznámky                                                      |
| ---------- | ------------------------------------------------ | ---------------------------------- | ------------------------------------------------------------- |
| 1978       | Stacey                                           | Duncan                             | TV film                                                       |
| 1987       | Airwolf                                          | Bobby                              | díl: „A Piece of Cake“                                        |
| 1987       | Jump Street 21                                   | Tober / Brian Krompasick           | 2 díly                                                        |
| 1987       | Nebezpečný záliv                                 | Derek                              | díl: „Deep Trouble“                                           |
| 1988       | MacGyver                                         | Danny                              | díl: „Pokrevní bratři“                                        |
| 1989       | Teen Angel                                       | Buzz Gunderson                     | hlavní role, 10 dílů                                          |
| 1989       | Quantum Leap                                     | Pencil                             | díl: „Camikazi Kid - June 6, 1961“                            |
| 1989–90    | Sister Kate                                      | Todd Mahaffey                      | hlavní role, 19 dílů                                          |
| 1990       | Teen Angel Returns                               | Buzz Gunderson                     | hlavní role, 4 díly                                           |
| 1990–2000  | Beverly Hills 90210                              | Brandon Walsh                      | hlavní role (1.–9. řada), hostující role (10. řada); 246 dílů |
| 1992       | Saturday Night Live                              | Host                               | díl: „Jason Priestley/Teenage Fanclub“                        |
| 1992       | Drexell's Class                                  | kněz teenager                      | díl: „Cruisin'“                                               |
| 1992       | Kocour Raplík                                    | Bo Diddly Squat (hlas)             | 6 dílů                                                        |
| 1994       | Kings Island 20th Anniversary Special            | Sám sebe / moderátor               | TV speciál                                                    |
| 1995       | Choices of the Heart: The Margaret Sanger Story  | Narrator                           | TV film                                                       |
| 1995       | Motomyši z Marsu                                 | Jack McCyber (hlas)                | 3 díly                                                        |
| 1997       | Záteras                                          | Hlas                               | TV film                                                       |
| 1997       | Krajní meze                                      | Anthony Szigetti                   | díl: „Nový život“                                             |
| 1998       | Superman: The Animated Series                    | Reep Daggle / Chameleon Boy (hlas) | díl: „New Kids in Town“                                       |
| 2000       | Na nepřátelské půdě                              | Billy                              | TV film                                                       |
| 2000       | Homicide: The Movie                              | Det. Robert Hall                   | TV film                                                       |
| 2000       | The 11 O'Clock Show                              | Sám sebe                           | 4 díly                                                        |
| 2000       | Sbohem, zítřku                                   | Jarred                             | TV film                                                       |
| 2001       | Všichni starostovi muži                          | Scott                              | díl: „Velcí kluci“                                            |
| 2002       | Jeremiah                                         | Michael                            | díl: „...And the Ground, Sown with Salt“                      |
| 2002       | Tom Stone                                        | Doug                               | díl: „Little Bitty“                                           |
| 2002       | Warning: Parental Advisory                       | Charlie Burner                     | TV film                                                       |
| 2002       | The True Meaning of Christmas Specials           | Santa Dude                         | TV special                                                    |
| 2003       | 8 Simple Rules... for Dating My Teenage Daughter | Carter Tibbits                     | díl: „Every Picture Tells a Story“                            |
| 2004       | Rides                                            | Sám sebe / moderátor               | dokument                                                      |
| 2004       | Láska v přímém přenosu                           | Ryan Banks                         | TV film                                                       |
| 2004       | Vražedný sen                                     | Peter Radwell                      | TV film                                                       |
| 2004       | Quintuplets                                      | Steve Chase                        | díl: „Thanksgiving Day Charade“                               |
| 2004–05    | Volání mrtvých                                   | Jack Harper                        | vedlejší role (1. řada), hlavní role (2. řada), 13 dílů       |
| 2005       | Útěk z Colditzu                                  | strážník Rhett Barker              | TV film                                                       |
| 2005       | Vražda na Presidiu                               | Tom                                | TV film                                                       |
| 2005       | Co mám na tobě ráda                              | Charlie                            | 2 díly                                                        |
| 2005       | Sněhový zázrak                                   | Warren                             | TV film                                                       |
| 2006       | Hockeyville                                      | Sám sebe                           | TV pořad                                                      |
| 2006       | Love Monkey – Hoch se zlatým uchem               | Mike Freed                         | hlavní role, 8 dílů                                           |
| 2006       | Beze stopy                                       | Allen Davis                        | díl: „Nový život“                                             |
| 2006       | Cesta k vítězství                                | Sir Frederick Banting              | minisérie                                                     |
| 2006       | Shades of Black: The Conrad Black Story          | Jeff Riley                         | TV film                                                       |
| 2006       | Mistři hrůzy                                     | Alan Alstein                       | díl: „The Screwfly Solution“                                  |
| 2007       | Subs                                             | Pan Clayton                        | neprodaný televizní pilot                                     |
| 2007       | Luna: Spirit of the Whale                        | Ted Jeffries                       | TV film                                                       |
| 2007       | Médium                                           | Walter Paxton                      | 3 díly                                                        |
| 2007       | Don't Cry Now                                    | Nick                               | TV film                                                       |
| 2007       | Paralelní svět                                   | Caleb Smith                        | TV film                                                       |
| 2007       | Everest                                          | John Lauchlan                      | minisérie                                                     |
| 2007       | Side Order of Life                               | Ian Denison                        | hlavní role, 13 dílů                                          |
| 2008       | Druhá žena                                       | Pete                               | TV film                                                       |
| 2008       | Jmenuju se Earl                                  | bratranec Blake                    | díl: „Earl a Joy slaví výročí“                                |
| 2008       | Dcera nevěsty                                    | William                            | TV film                                                       |
| 2009       | V očekávání zázraku                              | Pete Stanhope                      | TV film                                                       |
| 2009       | The Day of the Triffids                          | Coker                              | TV minisérie                                                  |
| 2010       | Městečko Haven                                   | Chris Brody                        | vedlejší role, 6 dílů                                         |
| 2010–13    | Call Me Fitz                                     | Richard "Fitz" Fitzpatrick         | hlavní role, 48 dílů                                          |
| 2011       | Pytel kostí                                      | Marty                              | TV minisérie                                                  |
| 2012       | Agentura Jasno                                   | Clive                              | díl: „Neal Simon's Lover's Retreat“                           |
| 2013       | Jak jsem poznal vaši matku                       | Sám sebe                           | díl: „P.S. Miluji Tě“                                         |
| 2013       | Kriminálka Las Vegas                             | Jack Witten                        | díl: „Okénko po okénku“                                       |
| 2014       | Nouzové přistání                                 | Corey Chambers                     | díl: „Rusty Banks Rides Again“                                |
| 2015       | Vítejte ve Švédsku                               | Sám sebe                           | díly: „Frieriet“ a „Hledás se Bergman“                        |
| 2016–2018  | Raising Expectations                             | Wayne Wayney                       | hlavní role                                                   |
| 2016–dosud | Soukromé očko                                    | Matt Shade                         | hlavní role                                                   |
| 2018       | The Joel McHale Show With Joel McHale            | Sám sebe                           | díl: „Pickler, Pebbles, Pillows, and Priestley“               |
| 2019       | The Twilight Zone                                | Sám sebe                           | díl: „Blurryman“                                              |
| 2019       | BH90210                                          | Sám sebe / Brandon Walsh           | hlavní role, také producent a režisér                         |
| 2019       | Dark Angel                                       | Tony Tatterton                     | TV film                                                       |
| 2019       | Fallen Hearts                                    | Tony Tatterton                     | TV film, také režisér                                         |
| 2019       | Gates of Paradise                                | Tony Tatterton                     | TV film, také výkonný producent                               |
| 2019       | Web of Dreams                                    | -                                  | TV film, výkonný producent                                    |

#### Hudební videa
| Rok  | Název               | Umělec         | Poznámky |
| ---- | ------------------- | -------------- | -------- |
| 1992 | „I Drove All Night“ | Roy Orbison    |          |
| 2001 | „Boys“              | Britney Spears |          |

### jako režisér
| Rok       | Název                                    | Médium            | Poznámky                                    |
| --------- | ---------------------------------------- | ----------------- | ------------------------------------------- |
| 1993–97   | Beverly Hills 90210                      | televizní seriál  | 15 dílů                                     |
| 1997      | Krajní meze                              | televizní seriál  | díl: „Nový život“                           |
| 1997      | Barenaked in America                     | dokumentární film |                                             |
| 2000      | Sbohem, zítřku                           | televizní film    |                                             |
| 2001      | Grosse Pointe                            | televizní seriál  | díl: „Opposite of Sex“                      |
| 2006      | Hollywood & Vines                        | televizní seriál  |                                             |
| 2007      | Sedmé nebe                               | televizní seriál  | díl: „Some Break-Up and Some Get-Togethers“ |
| 2007      | Subs                                     | televizní film    |                                             |
| 2007      | Don't Cry Now                            | televizní film    |                                             |
| 2008      | Jiná žena                                | televizní film    |                                             |
| 2008–09   | The Secret Life of the American Teenager | televizní seriál  | 5 dílů                                      |
| 2009      | 90210: Nová generace                     | televizní seriál  | díl: „Off the Rails“                        |
| 2009      | The Lake                                 | televizní seriál  | 12 dílů                                     |
| 2010      | Athletes in Motion                       | televizní film    |                                             |
| 2010–2013 | Call Me Fitz                             | televizní seriál  | 8 déů§                                      |
| 2011      | Městečko Haven                           | televizní seriál  | díly: „Karanténa“ a „Usedlost“              |
| 2011      | Pomsta a spravedlnost                    | televizní film    |                                             |
| 2011      | Dear Santa                               | film              |                                             |
| 2013      | Satisfaction                             | televizní seriál  | 2 díly                                      |
| 2014      | Cas and Dylan                            | film              |                                             |
| 2014      | Working the Engels                       | televizní seriál  | 4 díly                                      |
| 2015      | Noční směna                              | televizní seriál  | díl: „Fog of War“                           |
| 2015      | Rookie Blue                              | televizní seriál  | díl: „Zpřetrhané vazby“                     |
| 2013–2017 | Nemocnice Hope                           | televizní seriál  | 4 díly                                      |
| 2016      | Raising Expectations                     | televizní seriál  | díl: „Smells Like Victory“                  |
| 2016      | Dark Matter                              | televizní seriál  | díl: „She's One Of Them Now“                |
| 2016–2019 | Van Helsing                              | televizní seriál  | 4 díly                                      |
| 2017      | Ghost Wars                               | televizní seriál  | 2 díly                                      |
| 2017      | Soukromé očko                            | televizní seriál  | díl: „The Extra Mile“                       |
| 2019      | Soukromé očko                            | televizní seriál  | díl: „So You Think You Can Kill!“           |
| 2019      | BH90210                                  | televizní seriál  | díl: „The Photo Shoot“                      |
| 2019      | Fallen Hearts                            | televizní film    |                                             |